# Terrobittacus echinatus
Terrobittacus echinatus is een schorpioenvlieg uit de familie van de hangvliegen (Bittacidae). De wetenschappelijke naam van de soort is voor het eerst geldig gepubliceerd door Hua & Huang in 2008.
De soort komt voor in China.